# Cliffortia pterocarpa
Cliffortia pterocarpa är en rosväxtart som först beskrevs av William Henry Harvey, och fick sitt nu gällande namn av August Henning Weimarck. Cliffortia pterocarpa ingår i släktet Cliffortia och familjen rosväxter. Inga underarter finns listade i Catalogue of Life.